# Michajłowka (obwód irkucki)
Michajłowka – osiedle typu miejskiego w Rosji, w obwodzie irkuckim. W 2010 roku liczyło 7827 mieszkańców.